# Чегола
Чегола — упразднённый посёлок в Карасукском районе Новосибирской области. На момент упразднения входил в состав Чернокурьинского сельсовета. Упразднен в 1972 году.

## География
Располагался на левом берегу реки Баганенок, в 5 км (по прямой) к югу от поселка Кучугур.

## История
Решением Новосибирского облисполкома от 04.121.1971 г. № 2 посёлок исключен из учётных данных как несуществующий.